# Château de Meggenhorn
Le château de Meggenhorn, appelé en allemand Schloss Meggenhorn, est un château situé sur le territoire de la commune lucernoise de Meggen, en Suisse.

## Histoire
La première mention d'un château appelé Mekkenhorn et situé sur une presqu'île du lac des Quatre-Cantons entre Lucerne et Meggen date de 1240 dans un contrat passé entre l'abbaye d'Engelberg et Rodolphe III de Habsbourg. À cette époque, le bâtiment appartient aux chanoines de l'église Saint-Léger de Lucerne.
En 1626, le domaine est acheté par le politicien Ludwig Meyer, qui le transforme en maison seigneuriale. Après sa mort en 1663, il passe entre les mains de sa fille Dorothée, puis est donné en dot au magistrat lucernois Jakob Christoph Cloos. Entre 1674 et 1675, un grand jardin est créé à l'ouest du bâtiment, qui prend la forme, dès 1803, d'un manoir aux allures de château.
Après avoir passé entre plusieurs propriétaires, il devient la propriété de l'industriel alsacien Édouard Hofer qui le transforme à nouveau pour en faire un imposant château romantique sur le modèle des châteaux de la Loire, en France, mais doit le vendre en 1886 à Marie Amélie Heine, qui transforme le parc, y ajoute une chapelle néogothique et fait construire une statue du Christ plus grande que nature sur un éperon rocheux en 1900.
En 1920, l'ensemble de la propriété est vendu à un Zurichois de l'industrie textile, Jakob Heinrich Frey-Baumann, qui en 1926 rénova la chapelle et l'équipa d'un orgue créé par la maison Welte de Fribourg-en-Brisgau.
L'ensemble composé du château, de sa chapelle et du débarcadère (desservi par la Schifffahrtsgesellschaft des Vierwaldstättersees) a été racheté par la commune en 1974 qui a fait restaurer les bâtiments. Encore en mains privées de nos jours, il est inscrit comme bien culturel d'importance nationale et peut être loué pour des événements.
Le château a servi de cadre pour le tournage du film de Daniel Schmid, La Paloma, en 1973, avec Ingrid Caven et Peter Kern.

## Sources et liens externes
- (de) Cet article est partiellement ou en totalité issu de l’article de Wikipédia en allemand intitulé « Meggenhorn » (voir la liste des auteurs).